# Walter Weinacht
Walter Weinacht (* 23. Oktober 1886 in Danzig als Walter Jacobus Weinacht; † 4. Oktober 1968 in Berlin-Tegel) war ein deutscher Theaterschauspieler, der in der Nachkriegszeit auch in mehreren Filmproduktionen der DEFA mitwirkte.

## Leben und Karriere
Walter Weinacht wurde am 23. Oktober 1886 als Sohn des Arbeiters August Weinacht (1840–1918) und dessen Ehefrau Anna Maria geb. Danowski (1845–1934) in Danzig geboren, der damaligen Hauptstadt der Provinz Westpreußen. Er war das jüngste von neun Kindern, von denen jedoch nur er und drei ältere Brüder das Erwachsenenalter erreichten.

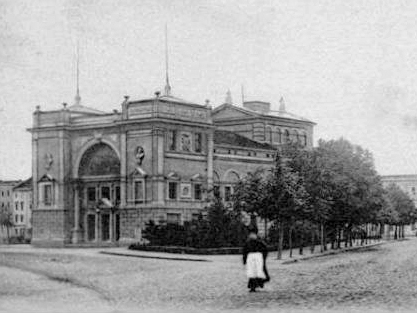
Stadttheater Tilsit, eine der frühen Wirkungsstätten von Walter Weinacht (Foto aus dem Jahr 1910)

Wo Weinacht eine Ausbildung zum Schauspieler absolvierte, ist nicht bekannt. Nachweislich hatte er schon in jungen Jahren Engagements an verschiedenen deutschen Theatern. Gemäß dem Neuen Theater-Almanach für das Jahr 1907 trat er im Sommer 1906 im Saal der Viktoria-Parks in Thorn auf und war in den folgenden Spielzeiten als Ensemble-Mitglied an den Stadttheatern Saalfeld (1906/1907), Tilsit (1907/1908), Marienburg (1908), Wesel (1909/1910) und Schönebeck an der Elbe (1911/1912) tätig.
Im Ersten Weltkrieg stand Walter Weinacht als Soldat im Felde. Das Deutsche Bühnenjahrbuch erwähnt ihn nach Kriegsende erstmals wieder in der Spielzeit 1920/1921 als Darsteller am Stadttheater Zoppot. Weitere Engagements in den 1920er und 1930er Jahren, insbesondere zur Zeit des Nationalsozialismus, konnten bislang nicht nachgewiesen werden.
In der Spielzeit 1943/1944 hatte Weinacht ein Engagement am Stadttheater Aschaffenburg. 
In Berlin spielte er von 1946 bis 1948 in verschiedenen Aufführungen unter der Regie von Viktor de Kowa im kleinen Privattheater Tribüne am Knie: 1946 trat er in der Komödie Versprich mir nichts auf, dem bekanntesten Werk der Dramatikerin Charlotte Rissmann, 1947 spielte er den Mr. Johnson in Das Haus der verbotenen Liebe, und 1948 trat er in Emmet Laverys Stück Monsignore’s große Stunde auf.
Ende der 1940er Jahre begann Weinacht seine Karriere als Filmschauspieler und war als solcher bis Mitte der 1950er Jahre tätig. Zu seinen bekannten Arbeiten zählt seine Rolle als Vater Bautzmann im Film Grube Morgenrot (1948). In der Verfilmung von Shakespeares Die lustigen Weiber von Windsor übernahm er 1950 die Rolle des Faktotums. Im selben Jahr trat er als Meister in der Komödie Saure Wochen – frohe Feste auf und spielte 1951 einen blinden Bettler in der DEFA-Produktion Karriere in Paris.
Seine Filmografie umfasst mehr als 10 Filme, wobei viele seiner Rollen kleinere, aber prägnante Charaktere waren. Seine Arbeiten spiegeln die Vielfalt des deutschen Films in der Nachkriegszeit wider.
Walter Weinacht wohnte zuletzt an der Adresse Bernauer Str. 96 in Berlin-Tegel. Dort starb er am 4. Oktober 1968, wenige Wochen vor Vollendung seines 82. Lebensjahres. Er hinterließ seine Ehefrau Selma Weinacht geb. Driesen.

## Filmografie (Auswahl)
- 1948: … und wenn’s nur einer wär’ …
- 1948: Grube Morgenrot[8]
- 1949: Die blauen Schwerter
- 1950: Die lustigen Weiber von Windsor
- 1950: Saure Wochen – frohe Feste
- 1950: Bürgermeister Anna
- 1951: Karriere in Paris
- 1953: Anna Susanna